# 共立マテリアル
共立マテリアル株式会社（きょうりつマテリアル、英: KCM Corporation）は愛知県名古屋市港区築三町二丁目41番地に本社を置くセラミックスメーカー。日本陶器（現・ノリタケ）、東洋陶器（現・TOTO）、日本碍子の原料山、精製工場など原料部門を分離・統合して1936年に設立された森村グループの一社である。現在はノリタケの子会社。
コンデンサ、ガラス、陶磁器、ファインセラミックスなどの原料粉末を主に製造・販売している。また、元素分析などを行なう分析部門もある。

## 沿革

### 設立の背景
1910年代後半に日本陶器から東洋陶器や日本碍子が相次いで分離された森村財閥では、これら三社がそれぞれ原料山を所有し、窯業原料を自社で賄っていた。しかし、粘土など共通する主要原料を効率的に入手するため、1921年に日本陶器の社内に「原料共同配給所」が設置された。その後、事業の拡大とともに原料の需要も増加し、1935年には三社合計で年間29,000トンの原石・原土を使用するまでになっていた。このため安定した原料供給を専門に担う恒久的な組織の必要性が認識され、森村財閥の中核を成す森村組を筆頭にこれら三社も株主として1936年10月26日に共立原料株式会社が設立された。社長には後に東洋陶器の社長も務めた百木三郎が就任した。

### 戦前の業務活動
創立当時、本社は現名古屋市西区の日本陶器社内に置かれていた。三社の所有する採掘権や原料山などは全て共立原料に集約された。
陶磁器の主原料の一つであるカオリンは安価で良質な朝鮮半島産のものが主流で、現在の韓国慶尚南道河東郡を中心に採掘権を所有していた。これに加えて翌1937年から国内の代表的な陶石産地である熊本県天草郡や、愛知県保見村（現・豊田市）で採掘権を獲得し、積極的に業務を拡大した。
一方、朝鮮で産出したカオリンを現地で水簸により精製する事は技術的に困難だったため、荷揚げする名古屋港に近い名古屋市港区築三町の土地を日東石膏とともに買収し、築地水簸工場を1937年3月に建設した。さらに岐阜県の土岐市や恵那郡でも粘土の水簸工場を建設・買収して生産能力を拡大した。また、森村財閥以外の企業への販売も積極的に進め、東洋耐火（現・クアーズテック）に白岩蝋石を納入するなどしている。このような中、現場との連絡を密接にするため1938年10月21日には本社を現在の港区築三町に移転した。

### 戦争の影響
価格等統制令の影響により日本陶器などグループ企業への優先的な供給が困難になる恐れが生じたことから、1940年には三社に工場や採掘権を大幅に譲渡した。さらに陶磁器など非軍需品の生産が減少したことから1943年には原料の生産を一部停止している。一方でがいしやゴム充填剤の生産は増加したため、これらの原料は販売が好調であった。また、「呂号兵器」と呼ばれたロケット兵器の開発のため、過酸化水素型液体燃料の製造に用いる磁器製品の原料も供給している。なお、空襲の激化のため1945年に本社を再び日本陶器社内に移動した。

### 戦後の運営
戦後の混乱に対応するため、1946年に組織改革を行なうとともに翌年には社名を共立窯業原料株式会社に改称した。同年、築地工場を拡張し、翌1948年には名古屋鉄道からも付近の土地を買収し、その一方で人員拡充に対応するため本社を名古屋市中村区日置通に移転した。この時期には福島県から宮崎県まで、国内各地で鉱業権や採掘権の買収を積極的に進めている。1949年には名古屋証券取引所に株式を上場した。しかしドッジラインによるデフレーションが起きると生産縮小を余儀なくされ、1949年後半には人員削減を行っている。また翌年には中村区の本社を森村商事に売却し、現在の港区築三町に再び移転した。

## 年表
- 1936年（昭和11年） - 共立原料株式会社として設立。
- 1938年（昭和13年） - 本社を名古屋市港区築三町に移転。
- 1947年（昭和22年） - 社名を共立窯業原料株式会社に改称。
- 1948年（昭和23年） - 本社を名古屋市中村区日置通に移転。
- 1949年（昭和24年） - 名古屋証券取引所に株式を上場。
- 1950年（昭和25年） - 本社を再び港区築三町に移転。
- 1990年（平成02年） - 台湾台北市に子会社を設立。
- 1992年（平成04年） - 三重県一志郡に子会社｢株式会社キヨリックス三重｣を設立。
- 1999年（平成11年）11月 - ISO 9002認証を取得。
- 2000年（平成12年） - 社名を共立マテリアル株式会社に改称。
- 2001年（平成13年） - ノリタケカンパニーリミテド（現・ノリタケ）の連結子会社となる。
- 2001年（平成13年）7月 - ISO 14001認証を取得。
- 2002年（平成14年）11月 - ISO 9001認証を取得。
- 2009年（平成21年）4月1日 - 子会社である共立不動産株式会社および九州パーミス株式会社を吸収合併。
- 2012年（平成24年）7月27日 - 上場廃止[1]。
- 2012年（平成24年）8月1日 - 株式交換によりノリタケカンパニーリミテドの完全子会社となる[1]。